# スターメーアーチャー

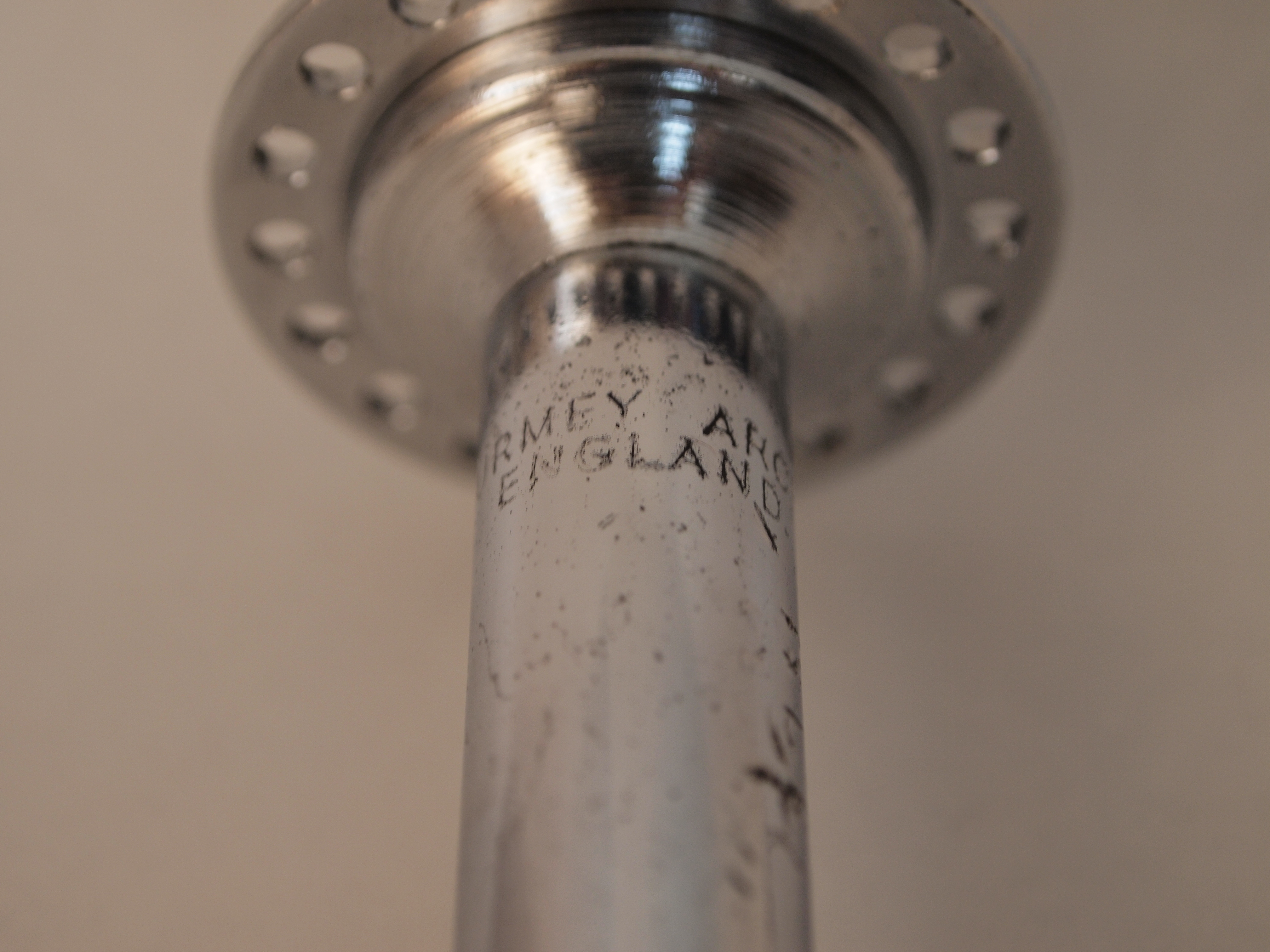
スターメー・アーチャー自転車用前ハブ

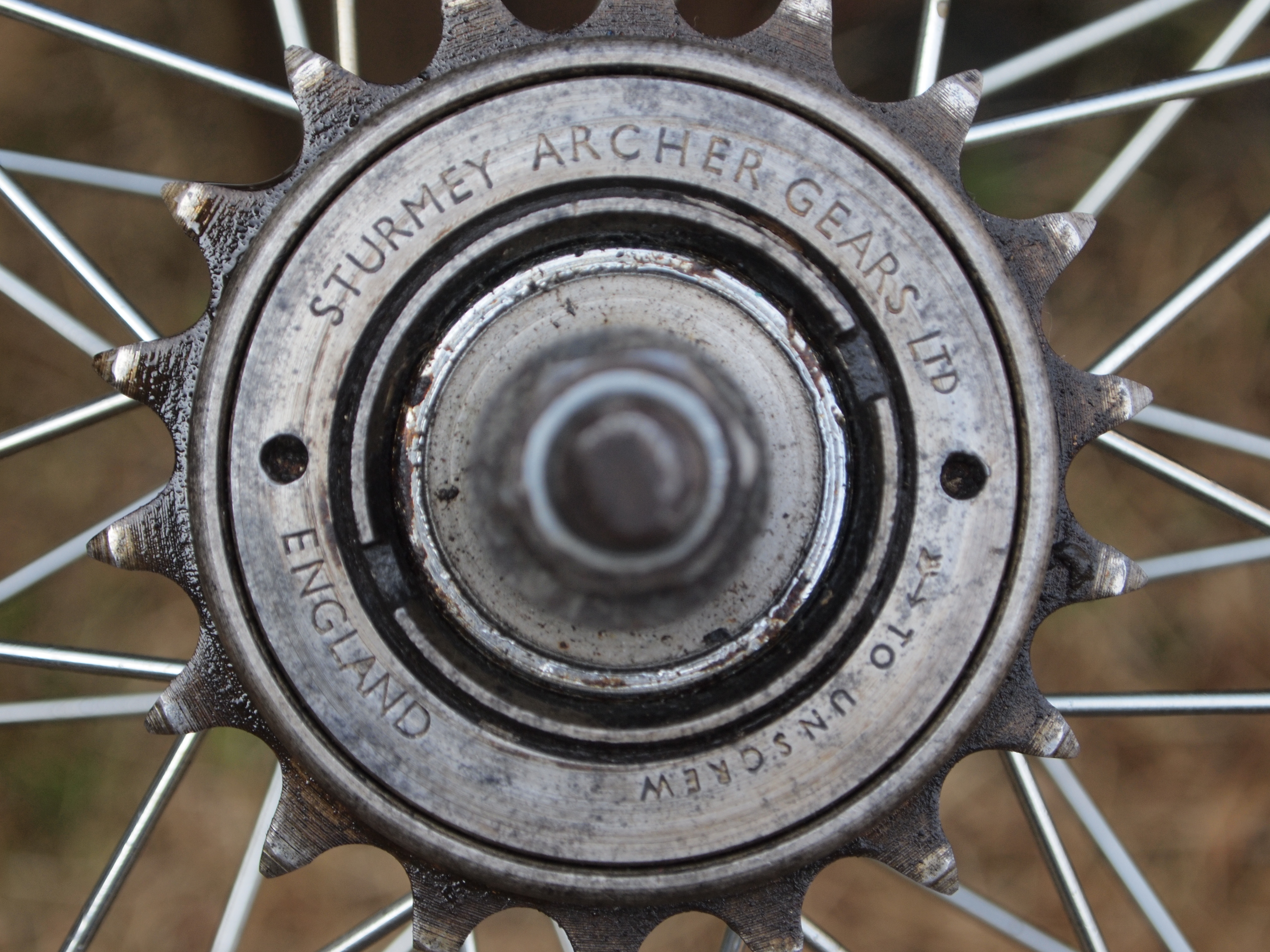
同じくフリーホイール

スターメー・アーチャー（英: Sturmey-Archer ）はイギリスの自転車部品メーカー。現在は台湾に移転。自転車、モーターサイクルの回転部分を製造する。英語では『スターメイ アーチャー』。

## 概要
1902年にイギリスのノッティンガムでヘンリー・スターメー（Henry Sturmey）とジェイムズ・アーチャー（James Archer）が創設した。日本では『スタメ』あるいは『スターメー』と、英語では『S-A』と略される。
フリーホイールやハブなどを製造していたが、特にリアハブに内蔵した変速機である内装変速機は名高く、1939年に発表した内部に遊星歯車機構を密封した傑作機『AW-3』は、その後現代まで続く内装3段変速機の原点である。
その後クロスレシオ、ワイドレシオ、4段変速、5段変速モデルなど多数の内装ハブモデルを開発した。2000年に台湾のSun Raceに買収され、2001年にSun Race Sturmey-Archerに改名した。生産拠点は台湾に移り、その後8段の内装変速機を開発している。

## AW-3

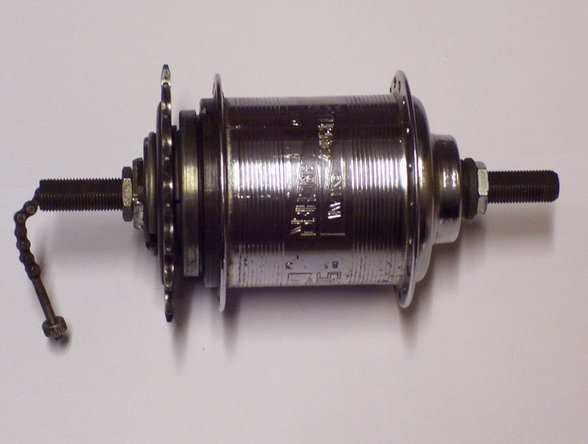
スターメー・アーチャー自転車用3段変速内装ハブギア(AW-3)

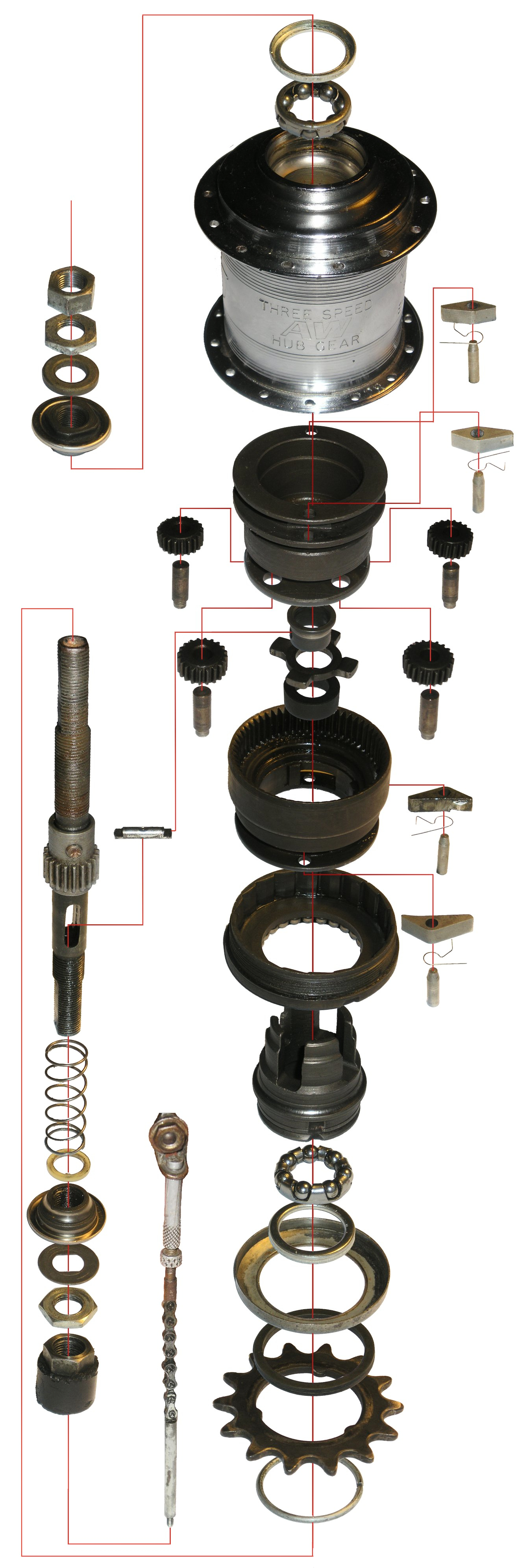
スターメーアーチャーAW-3の分解組立図

AW-3は現在までの内装変速機の原点といっても過言ではない。半世紀以上にわたって生産されており、開発当初はラレー（en:Raleigh Bicycle Company）等の往年のロードスターの上位モデルに搭載された。現在は、日本や日本からの輸入が多い国ではシマノインター3の採用も多いが、パシュリー（en:Pashley Cycles）・モールトン・ブロンプトン等の小径折畳車他、英国自転車ではスターメーアーチャーの内装変速機が使われている。